# Toulépleu (departement)
Toulépleu är ett departement i Elfenbenskusten. Det ligger i regionen Cavally, i den sydvästra delen av landet, 300 km väster om huvudstaden Yamoussoukro.